# Wasselonne
Wasselonne is een gemeente in het Franse departement Bas-Rhin in de regio Grand Est. De plaats maakt deel uit van het arrondissement Molsheim. Wasselonne telde op 1 januari 2022 5.777 inwoners.

## Geschiedenis
Wasselonne was tot 2015 de hoofdplaats van het gelijknamige kanton. Toen het kanton op 22 maart 2015 werd opgeheven werd Wasselonne opgenomen in het kanton Saverne.

## Geografie
De oppervlakte van Wasselonne bedraagt 15 vierkante kilometer; Op 1 januari 2022 was de bevolkingsdichtheid 385,1 inwoners per km².

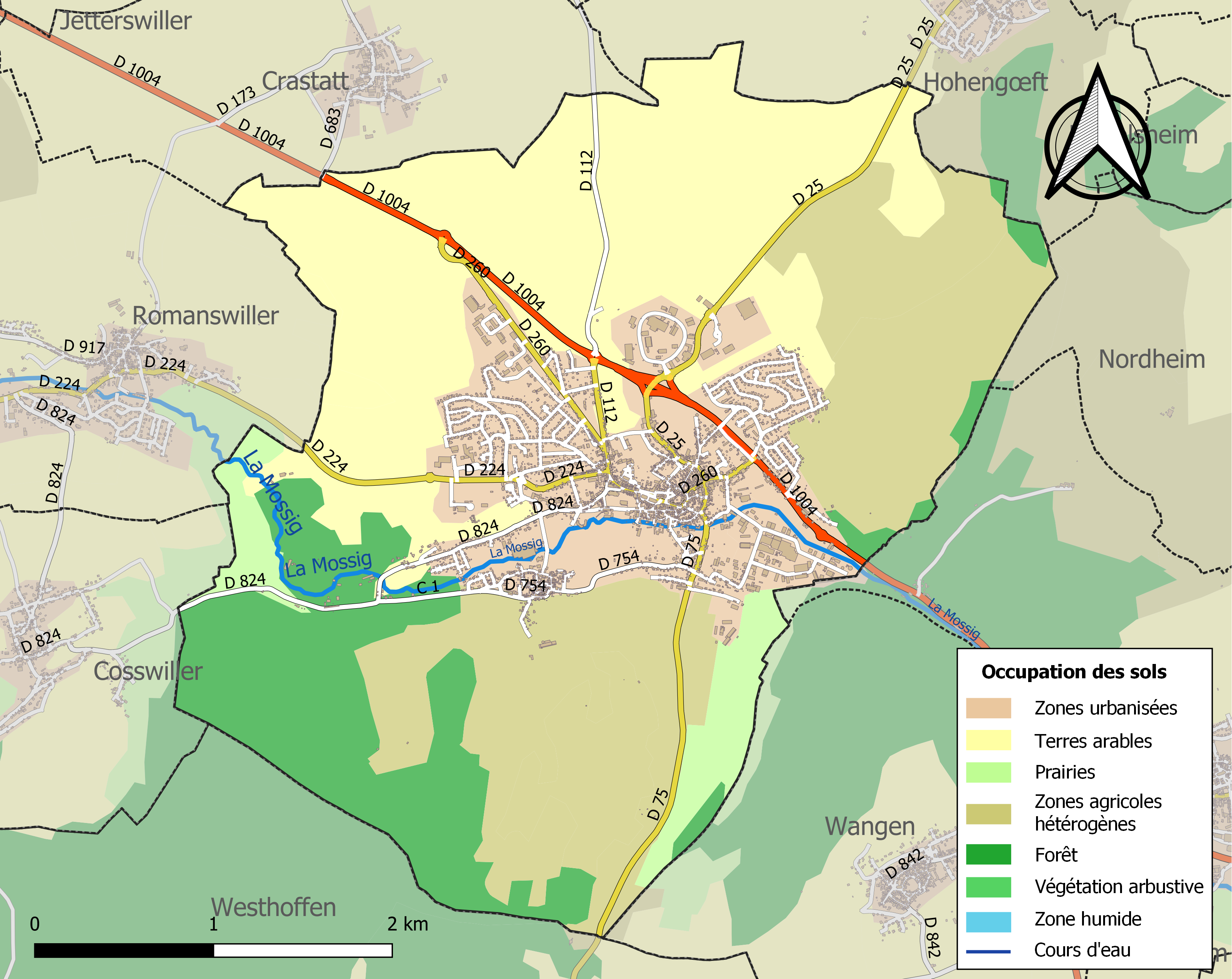
Kaart van de gemeente met de belangrijkste infrastructuur, bodemgebruik en omliggende gemeenten

## Demografie
Onderstaande figuur toont het verloop van het inwonertal.
Altenheim · Balbronn · Crastatt · Cosswiller · Dettwiller · Dimbsthal · Eckartswiller · Ernolsheim-lès-Saverne · Friedolsheim · Furchhausen · Gottesheim · Gottenhouse · Haegen · Hattmatt · Hengwiller · Hohengœft · Jetterswiller · Kleingœft · Knœrsheim · Landersheim · Littenheim · Lochwiller · Lupstein · Maennolsheim · Marmoutier · Monswiller · Ottersthal · Otterswiller · Printzheim · Rangen · Reinhardsmunster · Reutenbourg · Romanswiller ·Saessolsheim · Saint-Jean-Saverne · Saverne · Sommerau · Steinbourg · Schwenheim · Thal-Marmoutier · Traenheim · Waldolwisheim · Wangenbourg-Engenthal · Wasselonne · Westhoffen · Westhouse-Marmoutier · Wolschheim · Zehnacker · Zeinheim